# Playboy (livsstil)

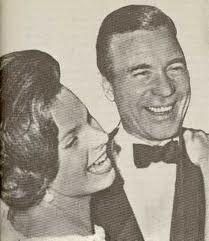
Porfirio Rubirosa tillsammans med sin femte fru, Odile Rodin.

En playboy är en benämning för en man med en hedonistisk livsstil kännetecknad av lyxkonsumtion och till synes ekonomiskt oberoende (antingen genom hög inkomst och/eller ärvd förmögenhet) samt med otaliga kvinnoaffärer. 
Fenomenet är en 1900-talsversion av Don Juan och Casanova.

## Bakgrund
Efterkrigstidens betydligt tidsförkortande interkontinentala resor, tack vare jetflygplan, möjliggjorde för dessa män att regelbundet träffas på exklusiva nattklubbar världen runt och på extravaganta samlingsplatser som franska Rivieran och Palm Beach i Florida, oavsett deras hemort.
Tidningen Playboy Magazine har tagit sitt namn efter begreppet.

## Berömda playboys
Bland berömda playboys märks bland andra:
- W. Averell Harriman (1891–1986), amerikansk affärsman, diplomat och New Yorks guvernör.
- Howard Hughes (1905–1976), amerikansk filmproducent, flygplansdesigner och industrimagnat.
- Errol Flynn (1909–1959), australisk-amerikansk skådespelare, den arketypiske filmhjälten för sin tid .
- Porfirio Rubirosa (1909–1965), dominikansk diplomat, soldat, racerförare och hästpolospelare.
- John F. Kennedy (1917–1963), USA:s president 1961–1963.
- Giovanni Agnelli (1921–2003), italiensk industrimagnat (Fiat).
- Alfonso de Portago (1928–1957), spansk aristokrat och idrottsman.
- David Frost (1939–2013), brittisk journalist.
- Julio Iglesias (1943–), spansk smörsångare.
- George Best (1946–2005), nordirländsk fotbollsspelare.
- Barry Sheene (1950–2003), brittisk racerförare.
- Hugh Hefner (1926–2017), amerikansk publicist och grundare av Playboy Magazine.

## I fiktion
Exempel på fiktiva playboys inbegriper bland annat filantropen/brottsbekämparen Bruce Wayne, Jay Gatsby från Den store Gatsby samt den brittiske underrättelsetjänst-agenten James Bond.